# إي جونغ هيون (1980)
لي جونغ هيون (هانغل: 이정현) مواليد 7 فبراير 1980 في سول، كوريا الجنوبية، هي ممثلة ومغنية بوب كورية جنوبية بدأت مسيرتها الفنية عام 1996.

## وصلات خارجية
- إي جونغ هيون على موقع IMDb (الإنجليزية)
- إي جونغ هيون على موقع ألو سيني (الفرنسية)
- إي جونغ هيون على موقع ميوزك برينز (الإنجليزية)
- إي جونغ هيون على موقع ديسكوغز (الإنجليزية)
- إي جونغ هيون على موقع قاعدة بيانات الفيلم (الإنجليزية)
- إي جونغ هيون على موقع كينوبويسك (الروسية)

- الموقع الإلكتروني